# Fatima Zohra Chakir
Fatima Zohra Chakir (6 de diciembre de 1984) es una deportista marroquí que compitió en judo. Ganó tres medallas en el Campeonato Africano de Judo entre los años 2009 y 2014.

## Palmarés internacional
| Campeonato Africano | Campeonato Africano     | Campeonato Africano | Campeonato Africano |
| Año                 | Lugar                   | Medalla             | Categoría           |
| ------------------- | ----------------------- | ------------------- | ------------------- |
| 2009                | Puerto Louis (Mauricio) | Medalla de bronce   | –57 kg              |
| 2010                | Yaundé ( Camerún)       | Medalla de plata    | –57 kg              |
| 2014                | Puerto Louis (Mauricio) | Medalla de bronce   | –57 kg              |